# دانیو آبی
دانیو آبی، دانیوی کِر یا دانیو فیروزه‌ای، یک ماهی گرمسیری متعلق به جنس دانیوها در خانواده کپورماهیان است.

## پراکندگی و زیستگاه
دانیو آبی در جزایر لنکاوی و کو یائو یای در مالزی یافت می‌شود.

## شرح
دانیو آبی یک ماهی با رنگ و اندامی فشرده و چندین خط صورتی/طلایی از دم تا آبشش است که ممکن است پیوسته باشند یا نباشند، روی زمینه‌ای از آبی-فیروزه ای پودری است.

## در آکواریوم
دانیو آبی یک ماهی صلح‌جو و فعال است، بنابراین معمولاً به صورت گروهی نگهداری می‌شود. آنها محیطی با کاشت خوب را ترجیح می‌دهند، اما هنوز به فضای زیادی برای مدرسه نیاز دارند. دانیوهای آبی اغلب در آبی با پی هاش ۶٫۵ تا ۷٫۰ و سختی آب ۸ تا ۱۲ و محدوده دمایی ۲۳–۲۵ درجه سانتی گراد نگهداری می‌شوند.

## جفت‌گیری
دانیوهای آبی تخم‌های خود را بصورت پراکنده روی بسترهای شنی درشت تخم‌ریزی می‌کنند. آنها معمولاً در اولین ساعات صبح و اول روشنایی روز تخم‌ریزی می‌کنند. تخم‌ها در عرض ۳۶ ساعت از تخم بیرون می‌آیند.

## علم اشتقاق لغات
نام طبقه‌بندی این ماهی به افتخار آرتور فرانسیس جورج کر که اولین نمونه را در کو یائو یای در سال ۱۹۲۹ جمع‌آوری کرد گذاشته شده است.